# Arquidiocese de Medellín
A Arquidiocese de Medellín (Archidiœcesis Medellensis) é uma circunscrição eclesiástica da Igreja Católica situada em Medellín, Colômbia. Seu atual arcebispo é Ricardo Antonio Tobón Restrepo. Sua Sé é a Catedral Basílica Metropolitana da Imaculada Conceição de Maria.
Possui 337 paróquias servidas por 961 padres, contando com 3718776 habitantes, com 82,7% da população jurisdicionada batizada.

## História
A diocese de Medellín foi erigida em 14 de fevereiro de 1868 com o decreto Apostolici ministerii da Congregação Concistorial, recebendo o território da diocese de Antioquia (atual arquidiocese de Santa Fé de Antioquia). Originalmente era sufragânea da arquidiocese de Bogotá.
Em 16 de abril de 1875 expandiu sua área para incluir 26 municípios que pertenciam à diocese de Antioquia.
A 11 de abril de 1900 deu uma parte de seu território para a criação da diocese de Manizales (hoje arquidiocese).
Em 24 de fevereiro de 1902 foi elevada ao posto de arquidiocese metropolitana.
Em 15 de setembro de 1936 o arcebispo Tiberio de Jesús Salazar y Herrera fundou a Pontifícia Universidade Bolivariana, uma das mais prestigiadas universidades colombianas.
Em 18 de março de 1957 cedeu uma outra porção de terra para o benefício da ereção da Diocese de Sonsón (atualmente diocese de Sonsón-Rionegro).
Em 18 de junho de 1988 cedeu partes do território para a criação da diocese de Caldas e de Girardota.

## Prelados
|                     | Nome                                 | Período    | Notas                                                  |
| Arcebispos          | Arcebispos                           | Arcebispos | Arcebispos                                             |
| ------------------- | ------------------------------------ | ---------- | ------------------------------------------------------ |
| 9º                  | Ricardo Antonio Tobón Restrepo       | 2010-atual |                                                        |
| 8º                  | Alberto Giraldo Jaramillo, P.S.S. †  | 1997-2010  |                                                        |
| 7º                  | Héctor Rueda Hernández †             | 1991-1997  |                                                        |
| 6º                  | Alfonso López Trujillo †             | 1979-1991  | Nomeado Prefeito do Pontifício Conselho para a Família |
| 5º                  | Tulio Botero Salazar, C.M. †         | 1957-1979  |                                                        |
| 4º                  | Joaquín García Benítez, C.I.M. †     | 1942-1957  |                                                        |
| 3º                  | Tiberio de Jesús Salazar y Herrera † | 1937-1942  |                                                        |
| 2º                  | Manuel José Cayzedo Martínez †       | 1905-1937  |                                                        |
| 1º                  | Joaquín Pardo Vergara †              | 1902-1904  |                                                        |
| Arcebispo-coadjutor |                                      |            |                                                        |
|                     | Alfonso López Trujillo †             | 1978-1979  |                                                        |
|                     | Tiberio de Jesus Salazar e Herrera   | 1932-1937  |                                                        |
| Bispos-auxiliares   |                                      |            |                                                        |
|                     | José Mauricio Vélez García           | 2017-atual |                                                        |
|                     | Elkin Fernando Álvarez Botero        | 2012-2020  | Nomeado Bispo de Santa Rosa de Osos                    |
|                     | Edgar Aristizábal Quintero           | 2011-2017  | Nomeado Bispo de Yopal                                 |
|                     | Hugo Alberto Torres Marín            | 2011-2015  | Nomeado Bispo de Apartadó                              |
|                     | Víctor Manuel Ochoa Cadavid          | 2006-2011  | Nomeado Bispo de Málaga-Soatá                          |
|                     | Gilberto Jiménez Narváez             | 2001-2012  |                                                        |
|                     | Jorge Iván Castaño Rubio, C.M.F.     | 2001-2010  |                                                        |
|                     | Gonzalo de Jesus Rivera Gómez        | 1998-2010  |                                                        |
|                     | Orlando Antonio Corrales García      | 1998-2001  | Nomeado Bispo de Palmira                               |
|                     | Tulio Duque Gutiérrez, SDS           | 1993-1997  | Nomeado Bispo de Apartadó                              |
|                     | Darío de Jesus Monsalve Mejía        | 1993-2001  | Nomeado Bispo de Málaga-Soatá                          |
|                     | Carlos Prada Sanmiguel               | 1988-1994  | Nomeado Bispo de Duitama-Sogamoso                      |
|                     | Abraham Escudero Montoya             | 1986-1990  | Nomeado Bispo de Espinal                               |
|                     | Fabio Betancur Tirado                | 1982-1984  | Nomeado Bispo de La Dorada-Guaduas                     |
|                     | José Roberto López Londoño           | 1982-1987  | Nomeado Bispo de Armênia                               |
|                     | Rodrigo Arango Velásquez, PSS        | 1981-1985  | Nomeado Bispo de Buga                                  |
|                     | Octavio Betancourt Arango            | 1970-1975  | Nomeado Bispo de Garzón                                |
|                     | Miguel Antonio Medina e Medina       | 1959-1964  | Nomeado Bispo de Montería                              |
|                     | Buenaventura Jáuregui Prieto         | 1951-1957  | Nomeado Bispo de Zipaquirá                             |
|                     | Mosé Higuera                         | 1884-1915  |                                                        |
| Bispos              |                                      |            |                                                        |
| 5º                  | Joaquín Pardo Vergara †              | 1892-1902  |                                                        |
| 4º                  | Bernardo Herrera Restrepo †          | 1885-1891  | Nomeado Arcebispo de Santafé en Nueva Granada          |
| 3º                  | José Ignacio Montoya Palacio †       | 1876-1884  |                                                        |
| 2º                  | José Joaquín Isaza Ruiz †            | 1873-1874  |                                                        |
| 1º                  | Valerio Antonio Jiménez †            | 1868-1873  |                                                        |
| Bispo-coadjutor     |                                      |            |                                                        |
|                     | José Joaquín Isaza Ruiz              | 1869-1873  |                                                        |